# Acaiacá
O cedro-cetim, cedro-rosa, cedro-missioneiro ou acaiacá (Cedrela fissilis Vell., entre outros nomes científicos) é uma árvore nativa do Brasil, da família das meliáceas.

## Descrição
Árvore caducifólia, com altura variando de 10 a 25 m e DAP (diâmetro à altura do peito), entre 40 e 80 cm. Apresenta tronco reto ou pouco tortuoso, com fuste de até 15 m. A copa é alta e em forma de corimbo, o que a torna muito típica.
As folhas são compostas, 25 a 45 cm, pecíolo densamente tomentoso a curto pubescente; folíolos de 12 a 18 pares, opostos a subopostos, sésseis a curto-pecioluilados pardo escuro quando secos, oblongos a oblongo-lanceolados até oval-lanceolados.

## Ocorrência
Ocorre desde o Panamá e Costa Rica até a Argentina; no Brasil está presente na maioria dos estados, em solos profundos e úmidos, porém bem drenados. Está ameaçado de extinção por exploração excessiva.
O plantio do cedro, em função da qualidade da madeira, está sendo tentado, como o de outras meliáceas; muitos plantios adensados foram prejudicados pelo ataque da Hypsipyla grandella Zeller. Esta lagarta de mariposa ataca também plantios adensados de outras meliáceas como mogno (Swetenia macrophila) e de andiroba (Carapa guianensis). Recomenda-se o plantio com grande espaçamento com alternância de outras espécie para evitar a broca-do-cedro. 
É uma espécie emergente em floresta de "clímax", iniciando seu crescimento na vegetação secundária.

## Utilização
O Cedro-Rosa é utilizado em construções civis, decoração, mobiliário, embalagens, chapas condensadas, instrumentos musicais ou parte deles, molduras para quadros, caixa de cachimbo. Também é utilizada na medicina, no combate a febre, feridas e úlceras. É utilizada como arborização de praças públicas, parques e jardins e também tendo a finalidade de recuperar ecossistemas degradados.

## Ligações externas

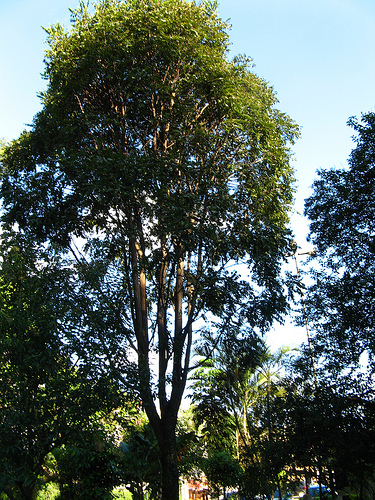
Cedro com tronco danificado pela lagarta das meliáceas, Parque da Aclimação, São Paulo
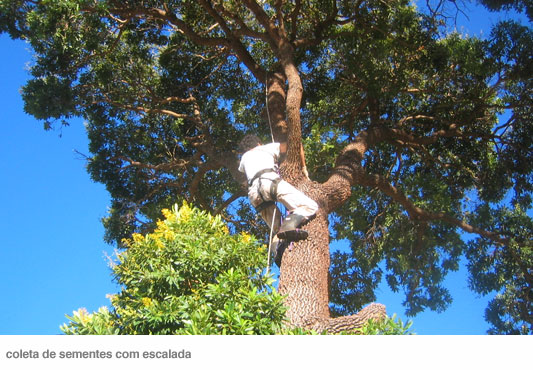
Coleta de sementes em cedro nativo
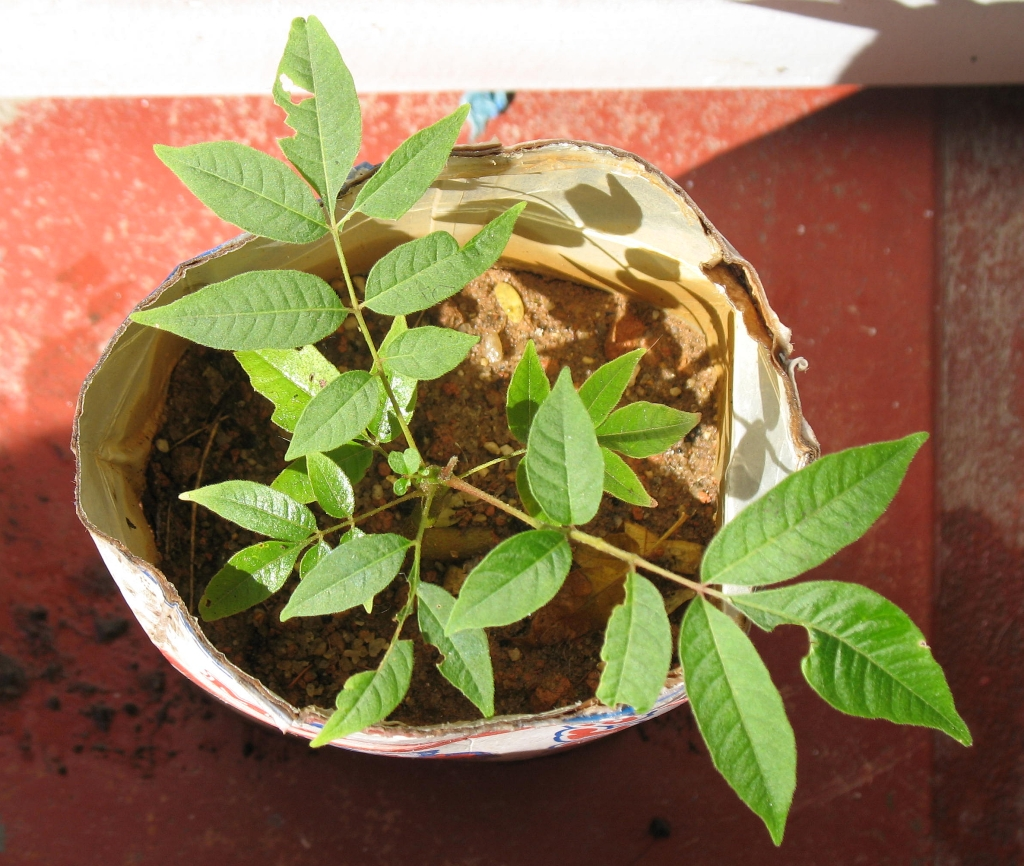
Muda de cedro-rosa
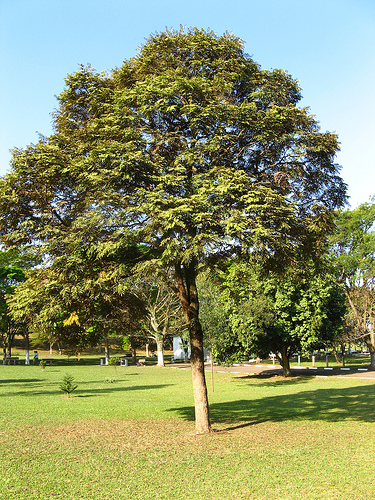
Cedro rosa a pleno-sol mostra copa perfeita, no Parque Ceret
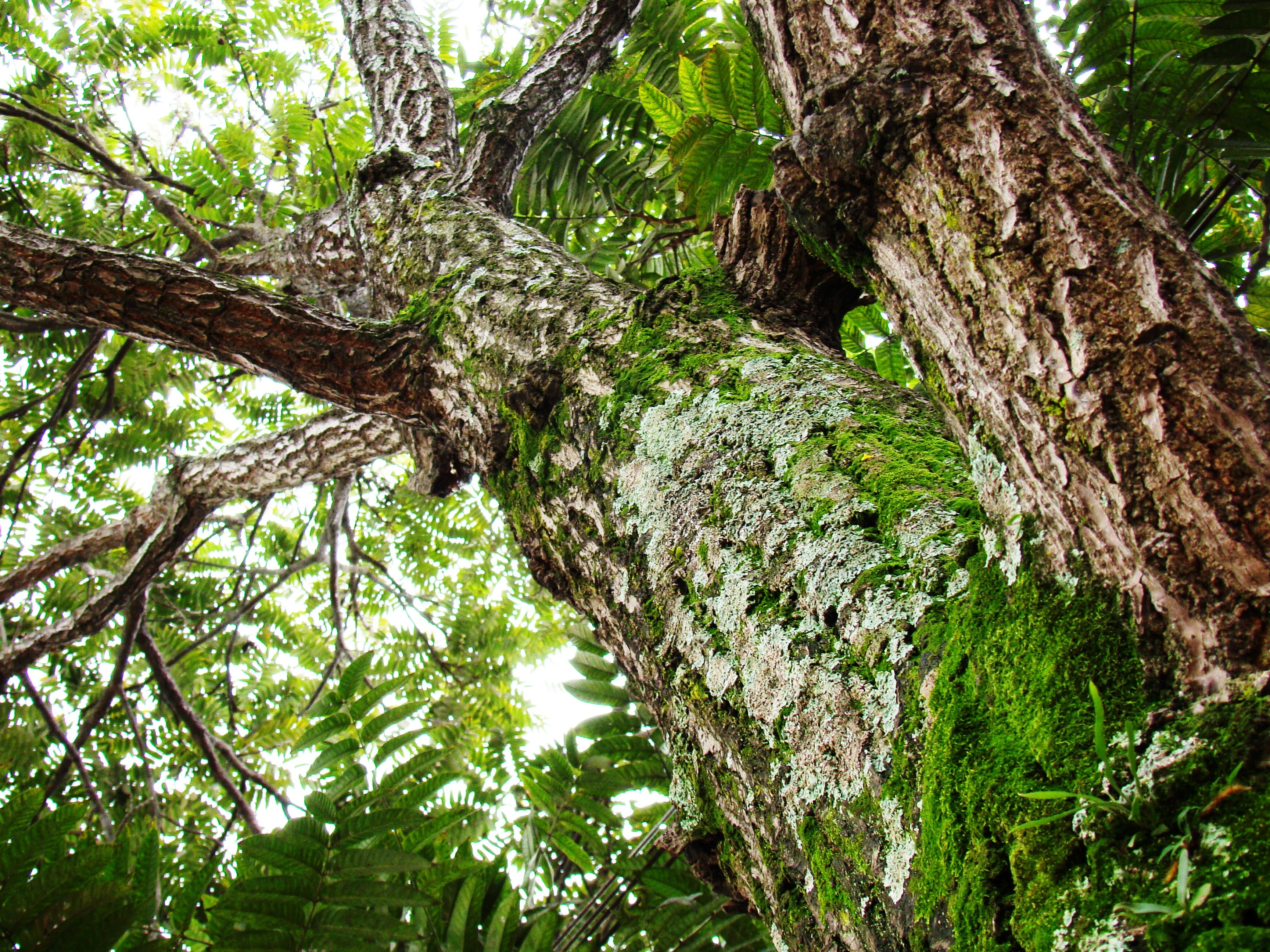
Detalhe de tronco de Cedro-rosa no Parque Ceret, Zona Leste de São Paulo

## Outros nomes utilizados
↑ A planta é também designada como:
- acaiacá,
- acaiacatinga,
- acajá-catinga,
- acajatinga,
- acaju,
- acaju-caatinga,
- acaju-catinga,
- capiúva,
- cedrinho,
- cedro,
- cedro-amarelo,
- cedro-batata,
- cedro-branco,
- cedro-fofo,
- cedro-da-bahia,
- cedro-da-várzea,
- cedro-de-carangola,
- cedro-do-campo,
- cedro-do-rio,
- cedro-do-rio-de-janeiro,
- cedro-cetim,
- cedro-diamantina,
- cedro-rosa,
- cedro-rosado,
- cedro-roxo,
- cedro-verdadeiro,
- cedro-vermelho,
- iacaiacá.